# Fruit Brute

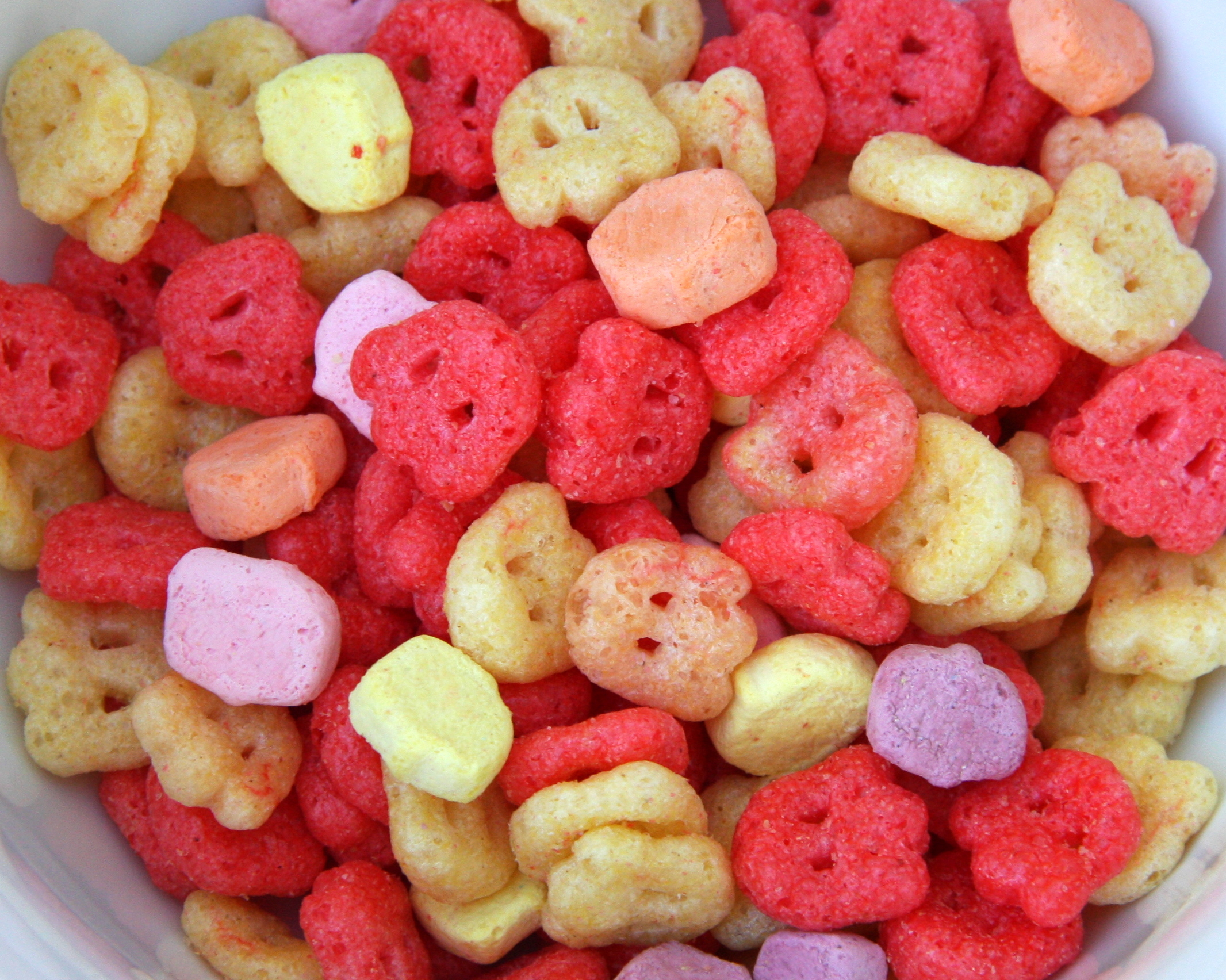
Les Fruit Brute

Les Fruit Brute sont une variété de céréales de petit-déjeuner à haut taux de sucre. Elles sont fabriquées par General Mills et sont constituées de céréales givrées à saveur de fruits et de guimauves à la lime. La mascotte de la céréale, un loup-garou humoristique, continue toujours d'être utilisée pour certaines marchandises officielles. En effet, un modèle en résine et un « bobblehead » à son effigie ont été commercialisés encore récemment.

## Les céréales depuis 1970
Les Fruit Brute, sorties en 1974, ont été les dernières céréales d'une série de quatre, pour lesquelles la promotion utilisa des images de monstres, commercialisées par General Mills dans les années 1970. En effet, la ligne a commencé en 1971 avec Count Chocula et Franken Berry, suivies par Boo Berry en 1973. Les Fruit Brute ont été discontinuées en 1983 en raison de trop faibles ventes. Elles ont été remplacées en 1988 par les Yummy Mummy, mais celles-ci ont subi le même sort que les Fruit Brute, pour la même raison.